# Friedrich Dülon

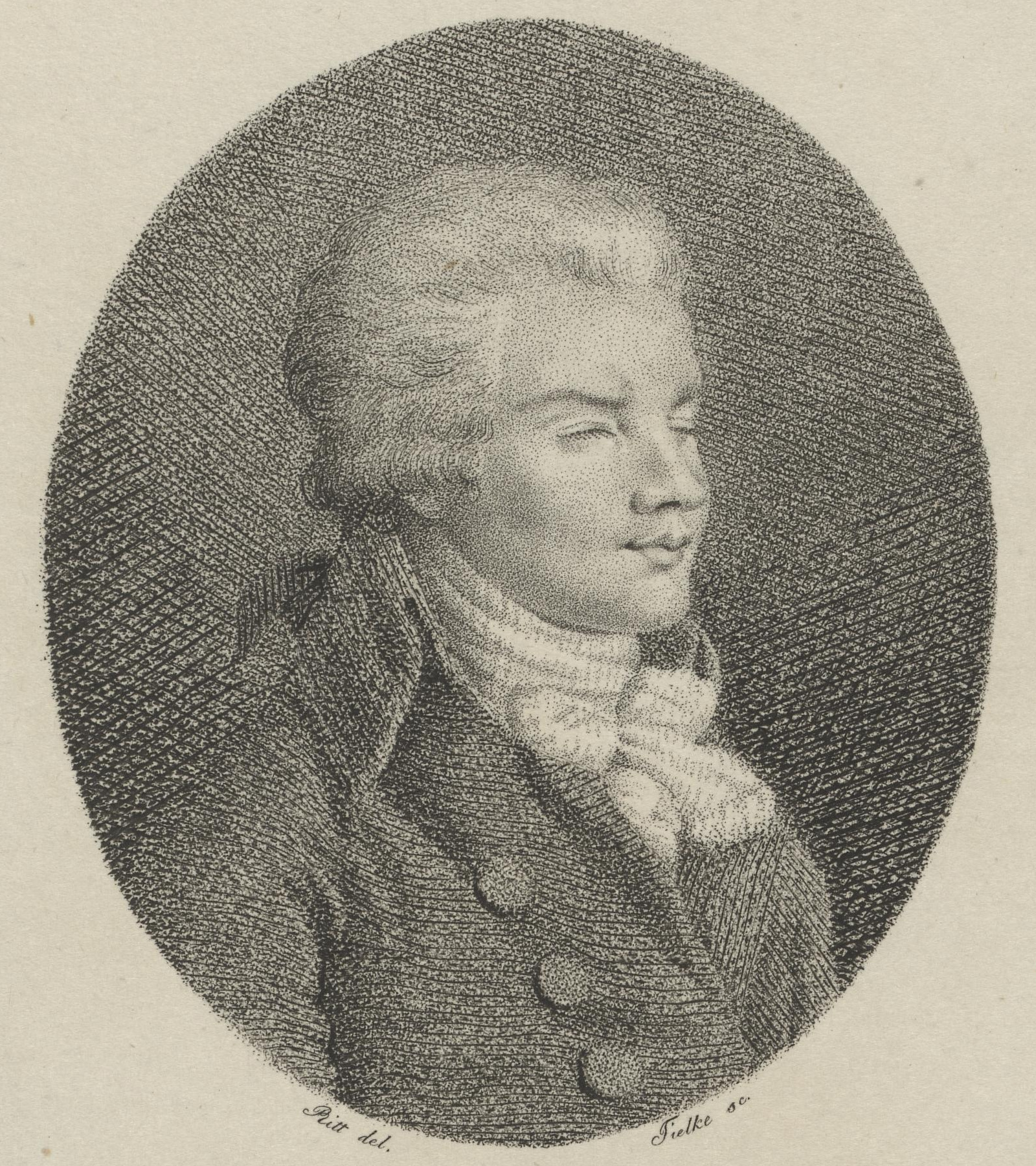
Friedrich Ludwig Dülon.

Friedrich Ludwig Dülon (eller Dulon), född 14 augusti 1767 i Oranienburg, död 7 juli 1826 i Würzburg, var en tysk flöjtvirtuos.
Dülon, som var blind, företog långsträckta konsertresor och var 1796–1800 anställd vid hovet i Sankt Petersburg. 
Dülon utgav även kompositioner för flöjt. Hans självbiografi utgavs i två band av Christoph Martin Wieland 1807–1808.